# Argas lahorensis
Argas lahorensis är en fästingart som beskrevs av Neumann 1908. Argas lahorensis ingår i släktet Argas och familjen mjuka fästingar.
Artens utbredningsområde är Israel. Inga underarter finns listade i Catalogue of Life.